# Eduard Dyckhoff
Eduard Dyckhoff (* 14. November 1880 in Augsburg; † 2. März 1949 in Bad Tölz) war ein deutscher Schachspieler, der vor allem durch seine Erfolge als Fernschachmeister bekannt wurde.

## Berufliche Laufbahn
Dyckhoff promovierte an der Universität Würzburg im Fach Rechtswissenschaft mit dem Prädikat „summa cum laude“. Später arbeitete er in mehreren juristischen Berufen als Staatsanwalt, Richter, Syndikus und Rechtsanwalt. In seinen letzten Lebensjahren war er wieder als Richter tätig.

## Nahschach
Schach erlernte Dyckhoff mit 14 Jahren. Seine Lehrjahre verbrachte er im Schachclub Augsburg. 1900 nahm er am Hauptturnier A des Kongresses des Deutschen Schachbundes in München teil. 1913 errang er die bayerische Meisterwürde durch den Gewinn des Hauptturniers in Kitzingen. Auch in späteren Jahrzehnten blieb er im Nahschach aktiv. 1941 siegte er im „Alte-Herren-Turnier“ des Kongresses des Bayerischen Schachbundes in Starnberg.

## Fernschach
Seine eigentliche Leidenschaft gehörte unterdessen dem Fernschach. Bereits 1895 spielte Dyckhoff seine ersten Fernpartien. Da das Turniergeschehen damals noch nicht organisiert war, handelte es sich um Privatpartien. Nach dem Ersten Weltkrieg pausierte er, begann aber 1929 wieder mit dem Fernschach. Er beteiligte sich mehrmals erfolgreich an den Bundesmeisterschaften des Internationalen Fernschachbundes (IFSB). Wegen der internationalen Teilnehmer galten diese Turniere inoffiziell als Europameisterschaften. Dyckhoff gewann diese Turniere 1929, 1930 und 1931. Danach wurde er zweimal Vizemeister, 1932 hinter Hans Müller und 1936/37 hinter Milan Vidmar. Von den fünfzig Partien in diesen Turnieren gegen die besten Fernschachspieler Europas gewann er 29 und verlor keine einzige.
In den Jahren 1935 bis 1939 vertrat er Deutschland bei der Fernschacholympiade erfolgreich am ersten Brett. Zuletzt startete Dyckhoff nach dem Zweiten Weltkrieg bei der Fernschacholympiade 1948, allerdings konnte er das Turnier aus Gesundheitsgründen nicht beenden.

## Schachjournalist und Funktionär
Als Journalist und Funktionär war Dyckhoff zeitlebens ebenfalls für das Schach aktiv. Er leitete nacheinander die Redaktion der Akademischen Schachblätter (1900 bis 1903) beziehungsweise der Süddeutschen Schachblätter (Organ des Bayerischen Schachbundes), die 1907/08 bestanden. Später redigierte er von 1930 bis 1934 die Zeitschrift Fernschach. In der Zwischenzeit fungierte er zudem insgesamt fünf Jahre (1928 bis 1933) beim Rundfunksender München als Leiter des Schachfunks.
Seine zunehmende Hinwendung zum Fernschach lässt sich auch anhand der Entwicklung seiner Verbandstätigkeiten ablesen. Nach dem Ersten Weltkrieg war er von 1920 bis 1924 in einer Zeit wirtschaftlicher Not Vorsitzender des Bayerischen Schachbundes. Nach 1929 war er schließlich zehn Jahre eine prägende Gestalt und Vorstandsmitglied beim IFSB.

## Vorkämpfer des Fernschachgedankens
Sein bekanntester und zugleich umstrittenster Aufsatz erschien in der Zeitschrift Fernschach im Juni 1929. Unter der programmatischen Überschrift „Fernschach – das Idealschach“ setzte sich Dyckhoff für das seinerzeit noch etwas belächelte Fernschach ein. Von Dyckhoff stammt der bezeichnende Satz: „Für den Fernspieler ist das Leben buchstäblich eine ununterbrochene Partie Schach.“
Einige Jahre nach seinem Tod veranstaltete der Bund deutscher Fernschachfreunde (BdF) von 1954 bis 1956 das Dr.-Dyckhoff-Fernschach-Gedenkturnier. Unter den Teilnehmern waren die stärksten Fernschachspieler der Welt. In mehreren Leistungsklassen kämpften 1860 Spieler aus 33 Nationen. Sieger der „Einladungsgruppe der Meisterklasse“ wurde der junge Lothar Schmid.

## Werke
- Fernschach-Kurzschlüsse, Caissa's Kleine Schachreihe, Barkhuis, Düsseldorf 1948